# Asociación de Mujeres Nicaragüenses Luisa Amanda Espinoza
La Asociación de Mujeres Nicaragüenses Luisa Amanda Espinoza (AMNLAE) es una organización nicaragüense enfocada en la mujer que se estableció inicialmente en 1977 bajo el nombre de Asociación de Mujeres ante la Problemática Nacional (AMPRONAC). AMPRONAC era parte de la red sandinista que se estableció para derrocar al régimen de Anastasio Somoza Debayle en 1979. Poco después de la caída de Somoza, AMPRONAC cambió su nombre a AMNLAE, en honor a Luisa Amanda Espinoza, la primera mujer en morir en la guerra contra Somoza, pero permaneció estrechamente relacionada con el FSLN como sugiere su lema: "No hay revolución sin emancipación de la mujer: no hay emancipación sin revolución".
AMNLAE fue criticada por parecer la esposa sumisa del FSLN y ciertamente no una organización feminista, sino más bien femenina que no llegó a la plena emancipación de las mujeres. La membresía de AMNLAE posteriormente disminuyó cuando las mujeres comenzaron a resentir los estrechos vínculos con el FSLN, lo que resultó en la defensa de las prioridades sandinistas en lugar de las de las mujeres nicaragüenses. Además, las mujeres criticaron al liderazgo de AMNLAE por asumir que sabían lo que era mejor para todas las mujeres nicaragüenses sin llegar a consultar a grupos específicos como los pobres y las clases trabajadoras.
Navegar por estas diferentes escenas políticas se convirtió en un desafío para AMNLAE que finalmente decidió elegir su asamblea para tener un liderazgo más representativo, pero no antes de que el FSLN interviniera y colocara a cinco de sus propias militantes femeninas de confianza en el liderazgo en un intento de aumentar el voto del FSLN en las elecciones de 1990. A pesar de estas controversias, AMNLAE ha sido reconocida como una de las primeras organizaciones de mujeres de gran éxito en América Latina, que también fue responsable de encabezar uno de los movimientos más democráticos en la historia de la región. Las mujeres en Nicaragua ganaron aceptación de entrada a la esfera pública, reconocimiento por su triple turno, así como derechos al liderazgo y la participación democrática gracias a esta organización.